# Ulzama
Ulzama (oficialmente en euskera: Ultzama), más comúnmente Valle de Ulzama, es un valle y un municipio de la Comunidad Foral de Navarra, España. Situado en la merindad de Pamplona, en la comarca de Ultzamaldea y a 22 kilómetros al norte de la capital de la comunidad, Pamplona. Su población en 2024 fue de 1628 habitantes (INE).
Por el valle discurre un río del mismo nombre y está compuesto por 14 concejos: Alcoz, Arraiz-Orquín, Auza, Cenoz, Elso, Elzaburu, Gorronz-Olano, Guerendiáin, Ilarregui, Iráizoz, Juarbe, Larráinzar (donde está la sede del ayuntamiento), Lizaso y Urrizola-Galáin y por un lugar habitado: Locen. Destacan lugares como el robledal de Orgui. 
El Valle de Ulzama es conocido por tener una gastronomía tradicional, con productos de primera calidad, procedentes directamente de la zona. En la gastronomía de Ultzama destacan quesos y cuajadas.
También Ulzama es conocida por el campo de golf al que da nombre, Club de Golf Ulzama, un circuito de 18 hoyos, situado en la facería de Elso y Gerendiain

## Toponimia
Koldo Mitxelena era de la opinión de que el topónimo Ulzama (en euskera: Ultzama) derivaba del término celta Uxama, que significa 'el más elevado', entendiendo que se ajustaba perfectamente a la descripción de Ulzama, que es, junto con Basaburua, el valle más alto de los que componen la vertiente mediterránea navarra en la divisoria con la vertiente cantábrica. Según Mitxelena, Ulzama no sería más que un término celta transformado en Ultzama por la fonética vasca, mientras que en otras latitudes ese mismo término acabó convertido en Osma.
En la Edad Media el valle de Ulzama aparece en los escritos mencionado bajo diferentes nombres, como Iozama, Utzama, Hutzama, Uçama o Uzama, que parecen formas intermedias entre las actuales Ulzama/Ultzama y la hipotética Uxama originaria. En un texto de 1366 aparece, sin embargo, mencionado como Urçama, lo que hizo que José María Satrústegui aventurara un nombre relacionado con la palabra vasca ur ('agua').

## Geografía
Ulzama es un valle situado en el norte de la Comunidad Foral de Navarra dentro de la región geográfica de la Montaña de Navarra, en la comarca de Ultzamaldea. Su término municipal tiene una superficie de 96,7 km² y está atravesado por la carretera N-121-A (Pamplona-Irún) y por la carretera autonómica NA-411, que conecta con Basaburúa Mayor, además de por una carretera local que permite la comunicación con Odieta. 
| Noroeste: Beinza-Labayen | Norte: Urroz y Donamaria | Nordeste: Baztán |
| Oeste: Basaburúa Mayor   |                          | Este: Lanz       |
| Suroeste: Imoz           | Sur: Odieta y Atez       | Sureste: Anué    |

### Relieve e hidrografía

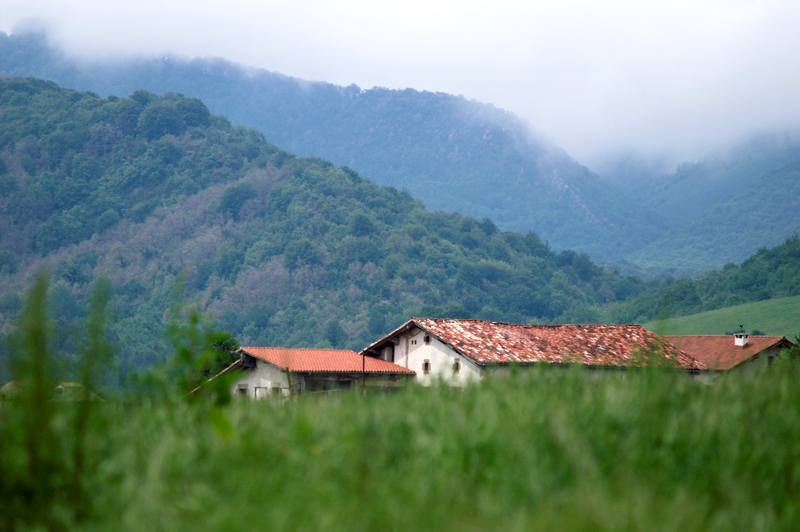
Vista del valle de Ulzama

Geográficamente se pueden identificar en el término municipal, dos áreas relativamente llanas, correspondientes a los fondos de valle del río Ultzama y del río Arkil. El primero de ellos nace en el Baztán, a pocos kilómetros de la muga con Ulzama, y entra al término municipal por el vértice nordeste con un recorrido norte sur hasta llegar a la altura de Arraitz donde toma una dirección oeste-este formando el valle en que se asientan Arraiz, Orquín, Locen, Alcoz e Iráizoz. Poco después toma una dirección noroeste-sudeste, en paralelo al río Arkil, formando entre los dos un fondo de valle especialmente amplio; en él se sitúan Auza, Larráinzar y Lizaso.
Una reducida zona situada al oeste del término municipal se incluye en la subcuenca del Larraun, por tanto vierte sus aguas hacia el oeste; en esa zona sitúan los núcleos de Ilarregi y Juarbe.
Las zonas de más altura se sitúan:
- En el tercio norte donde se extienden los comunales municipales de Mortua con el límite norte sobre la divisoria que separa la cuenca mediterránea de la atlántica, con el puerto de Velate al oeste y alturas que llegan a superar los 1000 m s. n. m. (Aitzarbil 1057 m; Loyaundi 1031 m; Zoratxipi, 1064 m; y, la más alta, en la muga con Lanz, Loiketa, 1145 m).[2] Fuera de los comunales, pero en la falda de esos montes se encuentra Elzaburu (585 m s. n. m.).
- Al sudeste del arco formado por los ríos Ulzama y Arkil, en esta zona se encuentra las cimas del Arañoz (840 m s. n. m.)., en la pendiente que sube desde el fondo del valle se asientan Gerendiain (530 m s. n. m.) y Cenoz (560 snm); y algo más arriba Elso (590) , Urrizola (635 m s. n. m.) y Galáin (580 m s. n. m.).
- Al suroeste del término municipal hacia la muga con el valle de Atez, donde se alcanzan los 800 m s. n. m.; a media ladera (entre 560 y 570 m s. n. m.) se encuentran Oronz y Olano; también a una altura similar, más al oeste en un camino que unía Gorronz con Larráinzar se situaba Udoz[3] un núcleo ya despoblado y desaparecido.

La altitud oscila entre los 1130 metros al noreste y los 520 metros al sur, a orillas del río Ulzama. La capital municipal, situada en el lugar de Larráinzar, se alza a 568 metros sobre el nivel del mar.

### Naturaleza

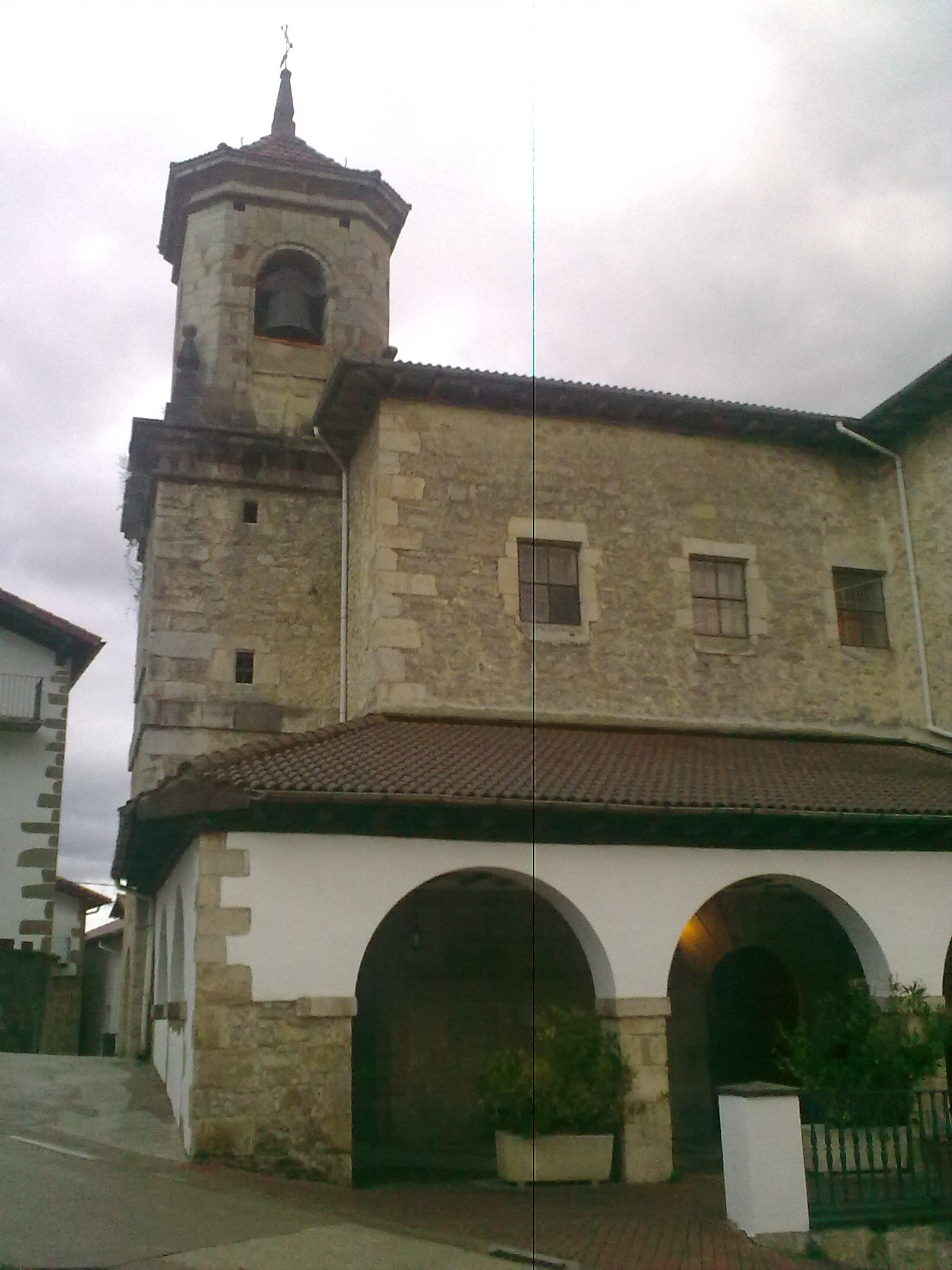
Iglesia de Larráinzar

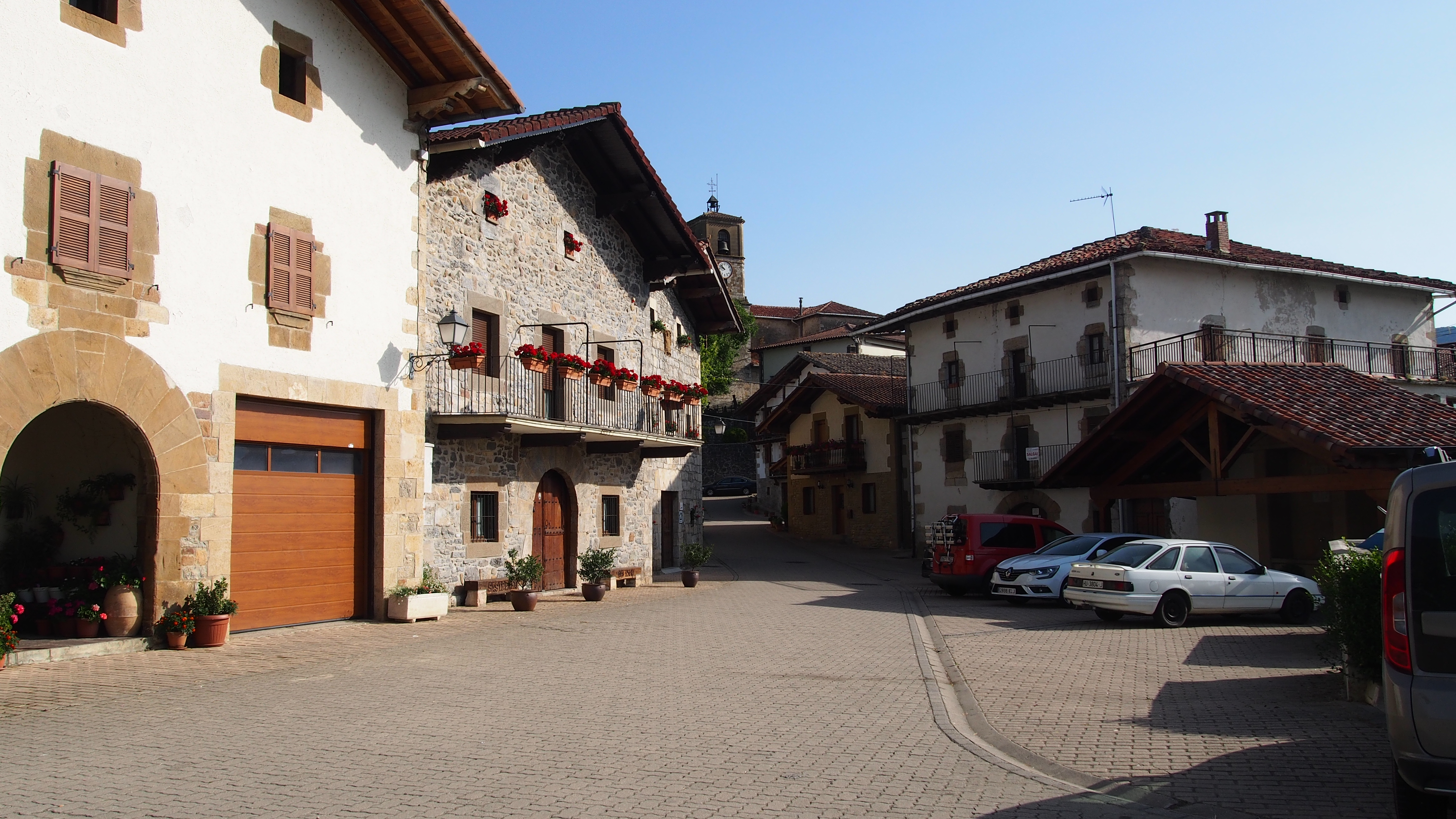
Imagen de Lizaso

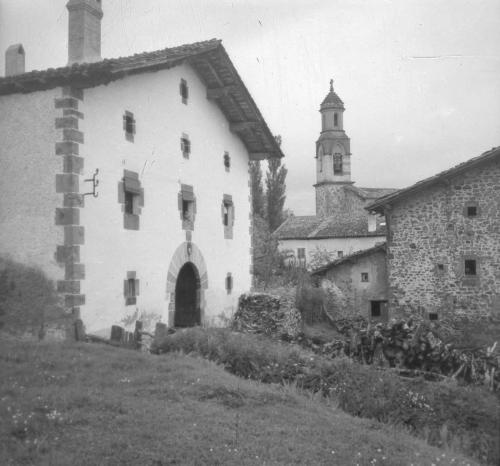
Fotografía antigua (1957) de Alcoz

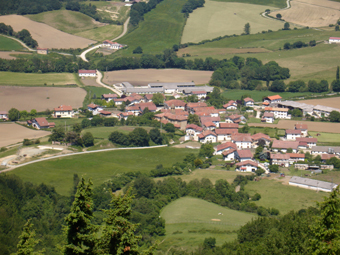
Panorámica de Iráizoz

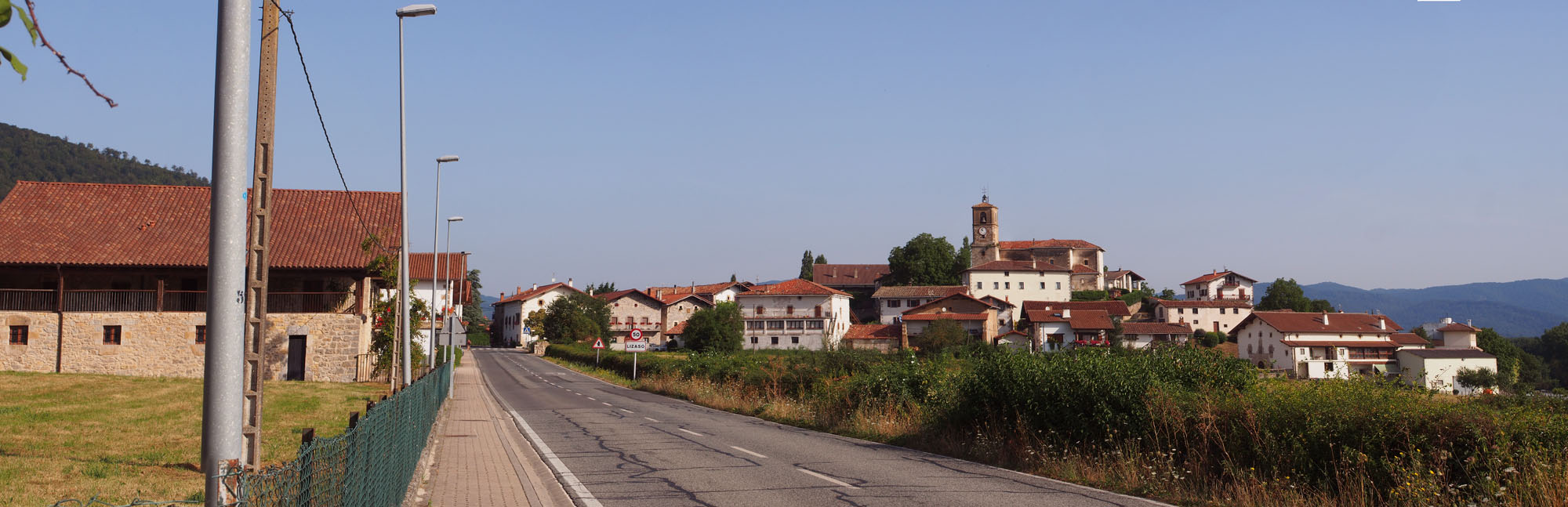
Panorámica de Lizaso

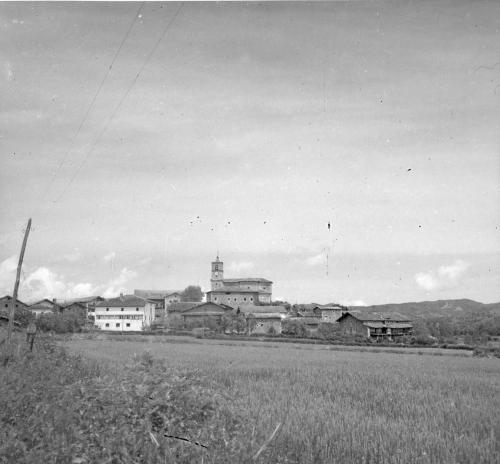
Fotografía antigua (1957) de Lizaso

La mayor parte del término municipal de Ulzama está situado en la Zona de Especial Conservación (ZEC) Robledales de Ultzama y Basaburua (lugar de importancia comunitaria ES2200043), en Ulzama incluye los fondos de los valles de los concejos de Ilarregi, Eltzaburu, Suarbe, Auza, Larraintzar, Zenotz, Gerendiain, Gorrontz-Olano, Alkotz, Iraizotz, Lizaso, Arraitz-Orkin, caserío de Lozen y facero de Eltso-Gerendiain, en los que están presentes áreas de robledales encarchadizos en el fondo del valle (Crataego laevigatae-Quercetum roboris) y robledales acidófilos de ladera (Hyperico pulchri-Quercetum roboris), superficies de las series de robledal roturadas en las últimas décadas que contienen una parte significativa de prados y praderas. Toda esta ZEC y el Área Sensible que la rodea -y que incluye el resto del término municipal, a excepción del área situada en la ZEC de Belate- ha quedado declarada como Paisaje Protegido, el Decreto Foral que formula estas declaraciones ha aprobado el correspondiente Plan de Gestión.

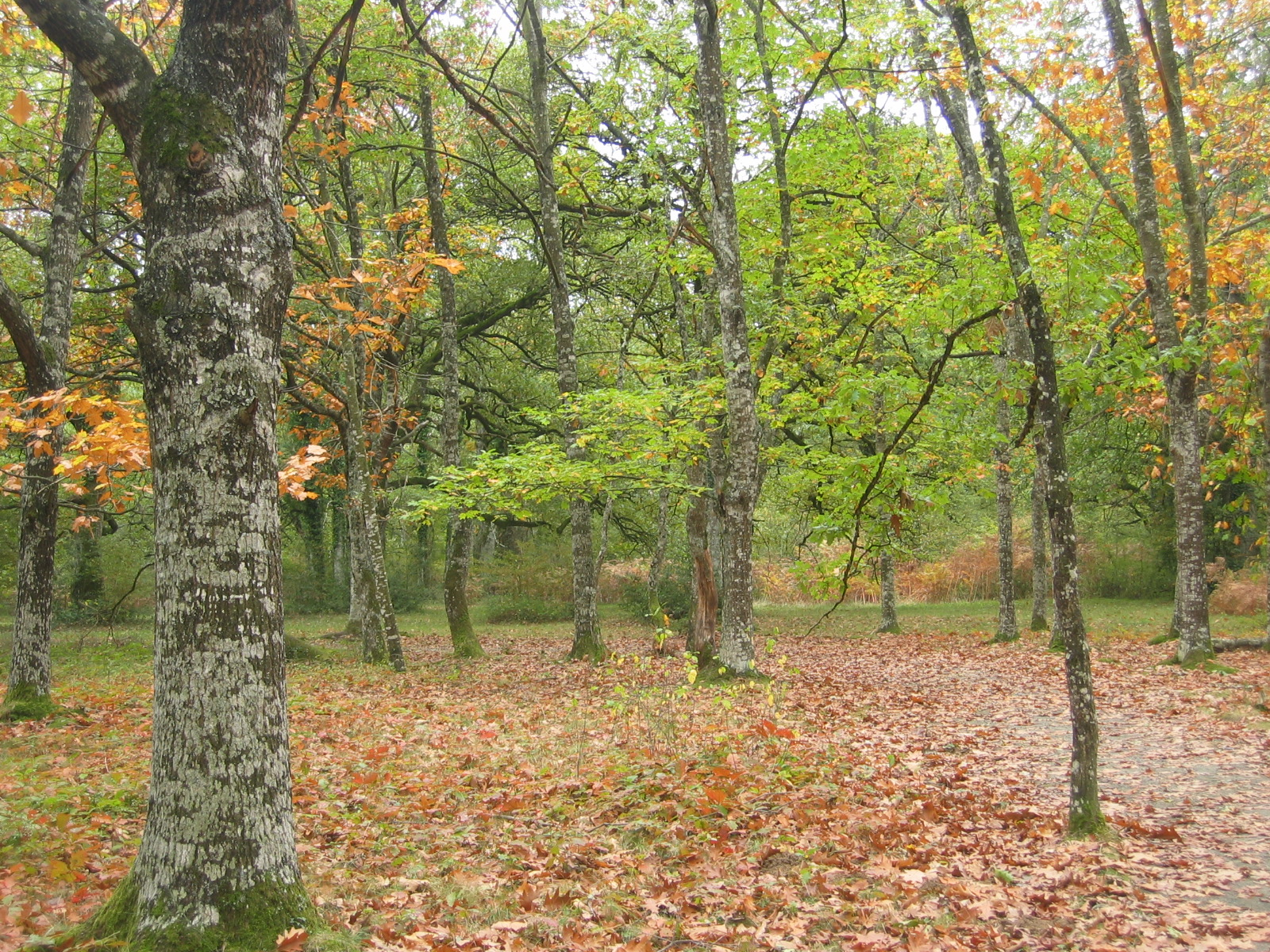
Área Natural Recreativa de Orgi (Lizaso)

En el interior de la ZEC Robledales de Ultzama se encuentra el parque natural Recreativo del Bosque de Orgi, declarado como tal en 1996, se trata de un robledal encarchandizo de llanura, de 77,7 ha de extensión que se corresponde con un monte comunal del concejo de Lizaso.
En el concejo de Elzaburu, y a poca distancia de este núcleo de población, en el paraje de Autsiberri, se encuentra el denominado Roble de Eltzaburu, en 1991 fue declarado Monumento Natural (MN.10), en la base tiene un diámetro de 1,88 m y una altura total de 26,60 m.
Zona de Especial Conservación de Belate, corresponde al lugar de importancia comunitaria de igual nombre, e identificado con el código ES220018, se extiende por el norte del término municipal, coincidiendo con el Comunal de Mortua, y ocupando una gran superficie de los términos municipales de Basaburua, Lanz y Anue, al sur de la divisoria de aguas (mediterráneas y atlánticas); y Ezkurra, Erastsun, Saldias, Labaien, Urrtz, Oitz, Donamaria, Betizarana y Baztán, al norte de esa divisoria. En su conjunto presenta una flora muy variada, en el área de Ulzama incluida en la ZEC coincide en su mayor parte con hayedos acidófilos cantábricos, con algunas manchas de hayedos basófilos y ombrófilos cantábricos, marojales cantábricos, brezales cantábricos montanos, prados con cynosurus cristatus montanus, plantaciones de frondosas y repoblaciones de alerce.

## Historia
Los primeros documentos que recogen la existencia de Ulzama datan del siglo XI, viniendo recogido indistintamente como Lozama, Utzama, Hutzama y Ucama. Ya en el siglo XIII, en mayo de 1211, el valle de Ulzama recibió fueros propios de manos del rey Sancho VII de Navarra, posteriormente confirmados por Juana II de Navarra en 1331 y Carlos II de Navarra en 1362.
Por los datos que aporta el libro del Rediezmo de 1268, se conocen las poblaciones que se incluían en el valle de Ulzama en esa época y que eran las siguientes: Guelbenzu, Urrizola, Larrazpe y Elso, Gerendiain, Cenoz y Arren, Lizaso, Gorronz, Udoz, Larrainzar, Auza, Juarbe, Alcoz, Iraizoz, Locen, Berroeta, Arraiz y Elzaburu.
El libro de fuegos de 1427 y 1428, donde se anota el número fuegos, es decir casas, que existían en ese año, facilta datos interesantes sobre algunos de estos lugares, así:
- Guelbenzu, queda incluido en el valle de Odieta
- Berroeta queda unido a Locen
- Urrizola, aparece como Urrizola-Galain, avanzando ya la actual integración de esos dos lugares en un único concejo.

- Larrazpe, Udoz y Arren no tiene en ese momento ningún fuego; pero el libro de fuegos facilita algunos datos, que completados por otros documentos permite saber:
  - Arren ya estaba despoblado en 1402, era patrimonio real, y los concejos de Larainzar, Lizaso y Gerendiain habían disfrutado anteriormente de ese desolado. En el libro de fuegos dice que anteriormente solía tener 4 habitantes.
  - Udoz, según anota el libro de fuegos, anteriormente tenía 6 moradores; en 1366 figura con 2 moradores y se mantiene su topónimo, en una paraje situado a medio camino entre Gorronz y Larrainzar.

En este mismo libro de fuegos de 1427 y 1428 aparece con 18 fuegos (el mayor número entre todos los lugares de Ulzama que recoge el libro) Illarregui, una población que ningún documento anterior asociaba al valle de Ulzama. De hecho en la primera Hermandad para defensa de los bandoleros que asolaban la frontera entre Navarra y Guipúzcoa, organizada en 1329, se cuenta con Ulzama y, como una comunidad independiente, con la villa de Illaregui. A comienzos del siglo XV existía también un pueblo llamado Velate, debía estar cercano al Monasterio del mismo nombre, y aunque no aparece en el citado libro de fuegos, un documento de 1424 consta que el prior del monasterio de Velate cedió al rey las pechas y otros derechos que tenía en el pueblo de Velate.
Ya en la Edad Moderna, en el siglo XVI, el valle de Ulzama se vio envuelto en el año 1575 en un proceso de brujería. En este sentido, el bachiller Ozcoidi se desplazó al municipio realizando varias detenciones, siendo el brujo más famoso del actual municipio un tal Sancho de Iráizoz, apareciendo también varias supuestas brujas de Urrizola, Larráinzar y Elso. Inicialmente, la sentencia condenaba a tres de estos acusados a cinco años de destierro, pero posteriormente las penas fueron rebajadas a una pequeña multa.
En el siglo XVIII, una epidemia de ganado procedente de Francia asoló Navarra en el año 1774, prolongándose la epidemia desde julio hasta noviembre de dicho año, perdiéndose en el valle de Ulzama 1357 cabezas de ganado por dicha epidemia.
A finales de dicho siglo, en marzo de 1793, la Convención francesa declaró la guerra a España, dándose en el verano de ese mismo año diversas escaramuzas en la frontera navarra. En el contexto de esta guerra, a finales de junio de 1794 un ejército francés llegó hasta Ulzama, tras haber logrado abrirse paso por los puertos de Odolaga y Velate. No obstante, las fuerzas francesas fueron finalmente rechazadas en octubre de dicho año, al ser expulsados previamente de los valles de Salazar y Roncal.
Ya en el siglo XIX, en la Guerra de independencia española frente a Francia, a finales de agosto del año 1810 una partida de guerrilleros dirigidos por Francisco Espoz y Mina llegó al valle de la Ulzama, procedente de Echarren, huyendo de fuertes contingentes de tropas francesas que les perseguían. Así, los batallones 1.º y 3.º de la partida se establecieron en Iráizoz, mientras que el 2.º batallón se colocó en el valle de Araiz. Del valle de Ulzama los guerrilleros pasaron al Baztán, dirigiéndose a Irurita. Posteriormente, en junio de 1811, los batallones tercero y cuarto de la división Espoz y Mina atravesaron el valle de Ulzama procedentes de Irún, donde habían efectuado una correría, apoderándose de muchas mercancías, que los franceses guardaban en los almacenes de dicha ciudad guipuzcoana. A su vuelta al valle de Ulzama, los guerrilleros se encontraron numerosas fuerzas francesas, si bien eludieron el combate, encaminándose por Larrasoain a Urroz, de Urrotz a Añorbe y de aquí, contramarchando, retrocedieron a la Ulzama, para seguir hacia el Baztán y la Barranca.
Más tarde, durante las guerras carlistas, a comienzos de abril de 1835 en Ulzama, Oraá y su lugarteniente Goyeneche fueron atacados por el carlista Sagastibeltza, queles dejó maltrechos en el lugar denominado Zazpi Iturrieta, situado entre el valle de Ulzama y los pueblos de Saldias, Labayen y Doneztebe.

## Demografía
Ulzama cuenta con una población de 1628 habitantes (INE 2024).
| Gráfica de evolución demográfica de Ultzama entre 1857 y 2021 |
| |
| Población de derecho según los censos de población del INE Población de hecho según los censos de población del INEEn estos censos se denominaba Ulzama: 1860, 1877, 1887, 1897, 1900, 1910, 1920, 1930, 1940, 1950, 1960, 1970 y 1981 Entre el censo de 1857 y el anterior, aparece este municipio porque se fusionan los municipios 315045 (Guerendiáin) con todos los pueblos del Valle de Ulzama |

En 1768 bajo la dirección del conde de Aranda se llevó a cabo el primer censo general de todo el Reino, considerado el primer censo moderno realizado en Europa; en él se contabilizaron en Ulzama un total de 1698 vecinos. En 1787 el conde de Floridablanca dirigió un nuevo censo, en él la recogida de datos fue especialmente sistemática y completa: en la tabla que se incluye a continuación se recogen los datos del conjunto de los pueblos de Ulzama que arroja un total de 1835 vecinos, lo que supondría un aumento del 8 % en 19 años.

### Distribución de la población

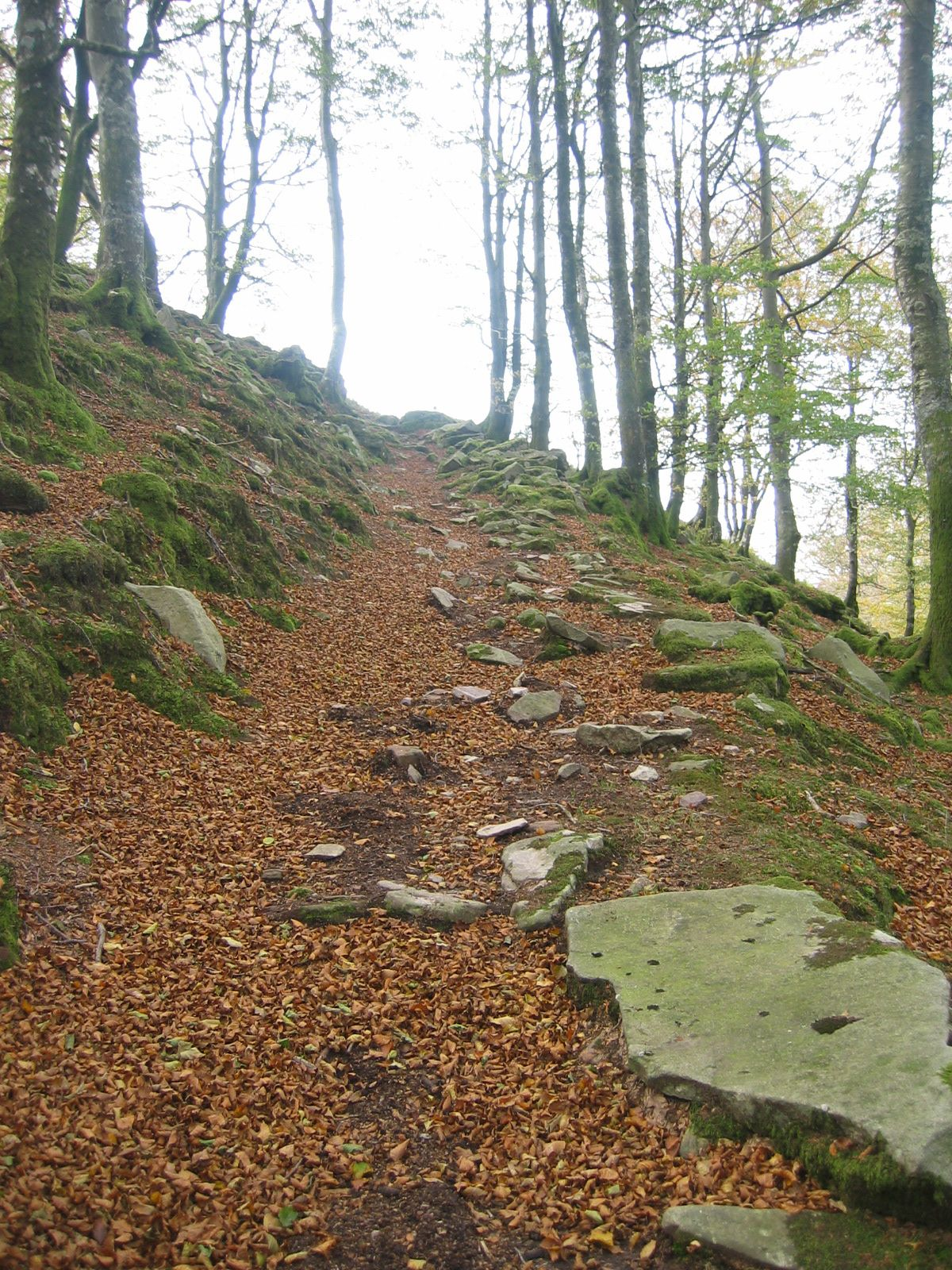
Camino Baztanés a Santiago

El municipio se divide en las siguientes entidades de población, según el nomenclátor de población publicado por el INE (Instituto Nacional de Estadística).
| Entidades de población | 2000 | 2002 | 2004 | 2006 | 2008 | 2010 | 2012 | 2014 | 2016 | 2018 |
| ---------------------- | ---- | ---- | ---- | ---- | ---- | ---- | ---- | ---- | ---- | ---- |
| Alcoz                  | 220  | 217  | 213  | 205  | 200  | 204  | 204  | 191  | 189  | 186  |
| Arraiz-Orquin          | 172  | 178  | 180  | 188  | 199  | 199  | 215  | 199  | 200  | 207  |
| Auza                   | 184  | 180  | 176  | 168  | 164  | 164  | 162  | 165  | 161  | 156  |
| Cenoz                  | 33   | 32   | 37   | 37   | 36   | 44   | 47   | 49   | 49   | 54   |
| Elso                   | 49   | 47   | 50   | 50   | 56   | 58   | 57   | 64   | 65   | 67   |
| Elzaburu               | 147  | 152  | 152  | 151  | 162  | 173  | 170  | 155  | 151  | 144  |
| Gorronz-Olano          | 30   | 31   | 32   | 35   | 32   | 30   | 30   | 29   | 30   | 31   |
| Gerendiain             | 133  | 124  | 124  | 119  | 115  | 113  | 109  | 109  | 99   | 91   |
| Ilarregui              | 48   | 51   | 47   | 48   | 50   | 53   | 56   | 55   | 55   | 54   |
| Iráizoz                | 223  | 227  | 230  | 247  | 248  | 251  | 245  | 251  | 260  | 261  |
| Juarbe                 | 42   | 43   | 44   | 46   | 49   | 48   | 45   | 44   | 46   | 49   |
| Larráinzar             | 141  | 136  | 136  | 137  | 141  | 143  | 128  | 124  | 124  | 121  |
| Lizaso                 | 128  | 123  | 124  | 128  | 135  | 149  | 164  | 161  | 166  | 162  |
| Locen                  | 12   | 13   | 11   | 14   | 10   | 9    | 10   | 10   | 9    | 9    |
| Urrizola-Galáin        | 52   | 52   | 52   | 51   | 54   | 56   | 56   | 62   | 63   | 63   |

## Patrimonio

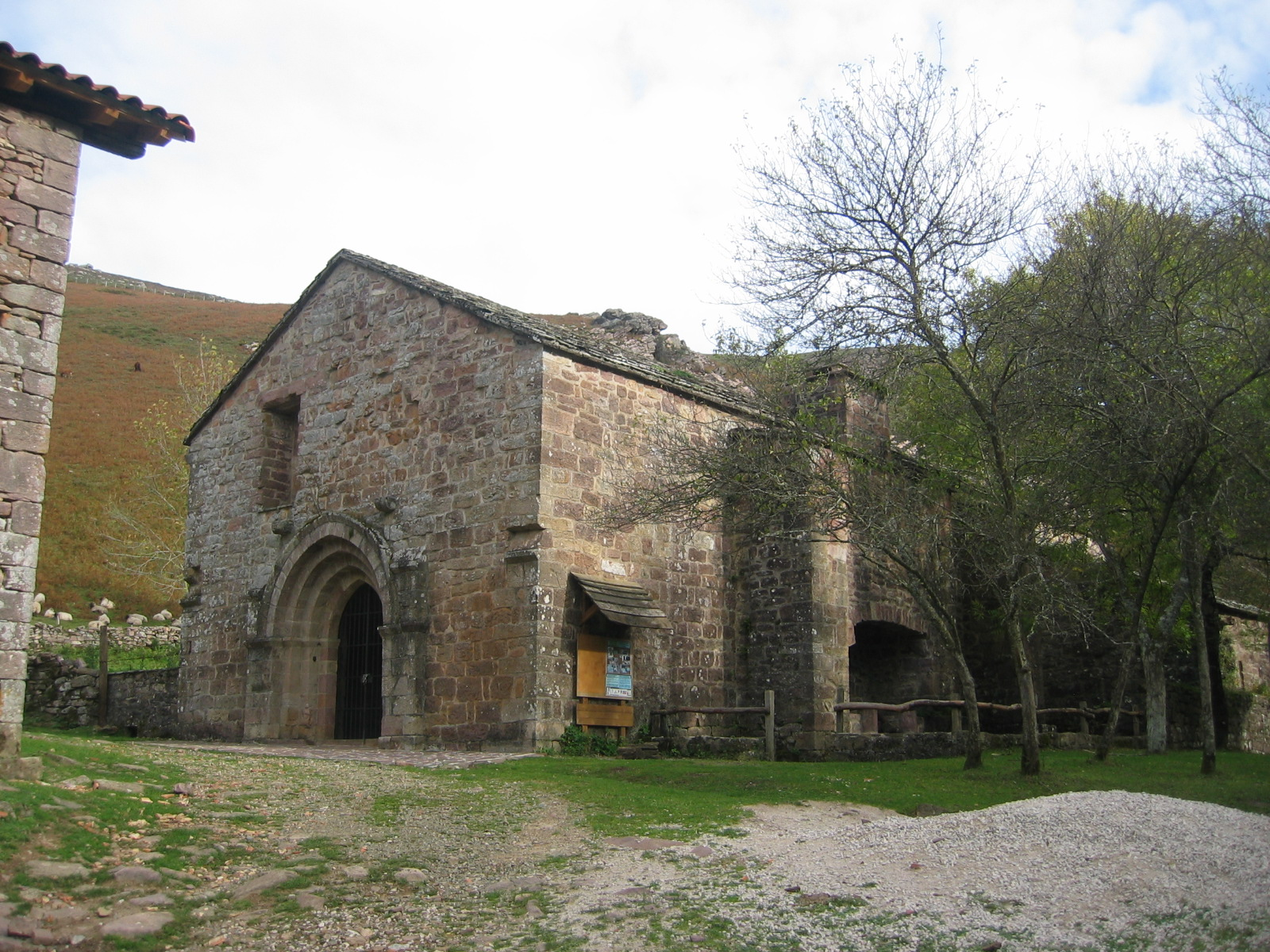
Monasterio de Velate

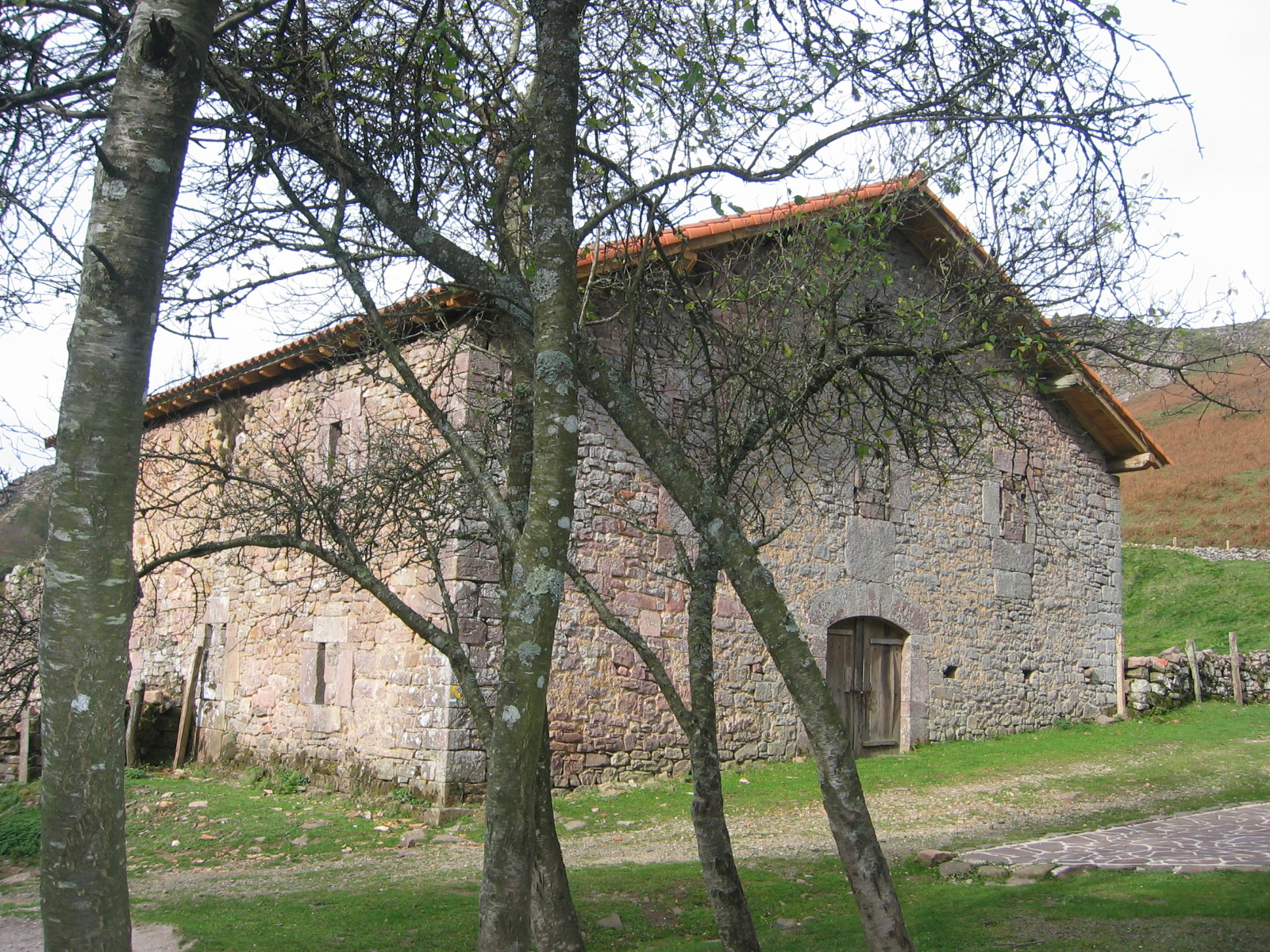
Hospedería del Monasterio

#### Arqueología
Existen en el término municipal un total de 32 yacimientos arqueológicos declarados Bienes de Interés Cultural, 26 de ellos se encuentran en la zona del comunal de Mortua: 22 dólmenes, 3 menhires y 1 túmulo; el término concejil de Urrizola hay un campo tumular, y dos fondos de cabaña; en Lizaso, un túmulo; y en Arraiz, la cueva de Abauntz. Hay además otros 6 yacimientos arqueológicos inventariados.

#### Arquitectura
Son muy abundantes las casas de arquitectura tradicional que, de acuerdo con lo previsto en la Ley Foral 14/2005, del Patrimonio Cultural de Navarra, han sido declarados bienes de relevancia local, mediante su inclusión en el Catálogo del planeamiento municipal, esta misma consideración tienen las iglesias parroquilales y las casas curales de la mayoría de los pueblos del valle, así como algunas ermitas. Entre estos bienes destacan, por su inclusión en el Camino de Santiago Baztanés, el monastario de Nuestra Señora de Velate y su hospedería. 
Además, de acuerdo con lo establecido en la Ley del Patrimonio Histórico-Cultural, tienen la consideración de Bienes de Interés Cultural, los 4 escudos de armas que se conservan en otras tantas casas de Ulzama (1 en Elso, 2 en Gorronz y 1 en Urrizola).

#### Espacios urbanos
Destacan por su interés y especial carácter determinados espacios urbanos: el eje central que estructura Iraizoz, el entorno de la regata que cruza Auza, el espacio central, alrededor de una huerta, que configura Ilarregui, la calle principal de Lizaso que sube hasta la iglesia, el espacio en torno a la fuente de Arraiz y el espacio junto al frontón en Cenoz.

## Administración y política

### Gobierno municipal
El municipio de Ulzama está formado por 14 concejos; son los que se relacionan en la tabla de núcleos de población del apartado anterior, excepto Locen, que fue un antiguo señorío. Tanto el territorio de Locen, como el Comunal de Mortua, situado en la parte norte del término municipal con 3389,47 ha, y la facería que comparte Eltso y Gerendiain, no quedan incluidos en ninguno de los concejos.
La mayoría de los concejos cuenta con un único núcleo de población pero Arraiz-Orquin, tiene tres núcleos Arraiz, Orkin, y Ventas de Arraiz; y Gorronz-Olano y Urrizola-Galain, por dos núcleos cada uno de ellos. En estos casos el Concejo tiene su sede en el núcleo de población correspondiente al nombre que se indica en primer lugar.
Por otra parte Ulzama (en concreto, el concejo de Juarbe), junto con Beunza (concejo de Atez), disfrutan de la facería n.º 46, situada entre ambos valles; aunque en el nomenclátor oficial queda asignada al municipio de Atez, tiene la consideración de una entidad local propia.
La sede del Ayuntamiento se encuentra en Larráinzar, ocupando el edificio de las antiguas escuelas, algo alejado del núcleo original, pero junto a una antigua venta, rehabilitada como casa de cultura, y de las nuevas instalaciones construidas para la escuela y frontón..
| Partido político               | 2023  | 2023  | 2023       | 2019  | 2019  | 2019       | 2015  | 2015  | 2015       | 2011  | 2011  | 2011       | 2007  | 2007  | 2007       |
| Partido político               | Votos | %     | Concejales | Votos | %     | Concejales | Votos | %     | Concejales | Votos | %     | Concejales | Votos | %     | Concejales |
| Euskal Herria Bildu (EH Bildu) | 405   | 67,50 | 9          | 513   | 53,21 | 5          | 449   | 49,12 | 5          | —     | —     | —          | —     | —     | —          |
| Agrupación Ultzama (AU)        | —     | —     | —          | 399   | 41,39 | 4          | 409   | 44,75 | 4          | 450   | 50,85 | 5          | 545   | 62,93 | 6          |
| Eusko Alkartasuna (EA)         | —     | —     | —          | —     | —     | —          | —     | —     | —          | 373   | 42,15 | 4          | —     | —     | —          |
| Nafarroako Berdeak (NB)        | —     | —     | —          | —     | —     | —          | —     | —     | —          | —     | —     | —          | 298   | 34,41 | 3          |

### Elecciones generales
| Elecciones al Congreso de 2016 en Ulzama | Elecciones al Congreso de 2016 en Ulzama             | Elecciones al Congreso de 2016 en Ulzama | Elecciones al Congreso de 2016 en Ulzama |
| Logo                                     | Partido político                                     | Votos                                    | Porcentaje                               |
| ---------------------------------------- | ---------------------------------------------------- | ---------------------------------------- | ---------------------------------------- |
|                                          | Unión del Pueblo Navarro (UPN)                       | 280                                      | 32,79%                                   |
|                                          | Podemos (Podemos)                                    | 247                                      | 28,92%                                   |
|                                          | EH Bildu (EH Bildu)                                  | 145                                      | 16,98%                                   |
|                                          | Geroa Bai (GBai)                                     | 78                                       | 9,13%                                    |
|                                          | Partido Socialista Obrero Español (PSOE)             | 57                                       | 6,67%                                    |
|                                          | Ciudadanos-Partido de la Ciudadanía (Cs)             | 35                                       | 4,10%                                    |
|                                          | Partido Animalista Contra el Maltrato Animal (PACMA) | 3                                        | 0,35%                                    |
|                                          | Libertad Navarra-Libertate Nafarra (Ln)              | 2                                        | 0,23%                                    |
|                                          | Recortes Cero-Grupo Verde (RC-GV)                    | 1                                        | 0,12%                                    |
|                                          | Solidaridad y Autogestión Internacionalista (SAIn)   | 1                                        | 0,12%                                    |

## Personas destacadas
- Alejandro San Martín (1847-1908), médico y político liberal. Fue Ministro de Instrucción Pública y Bellas Artes durante un breve periodo en 1906.
- Manuel Irurita (1876-1936), obispo de Barcelona.
- Julián Lajos (1940), expelotari.
- José Ángel Ziganda "Kuko" (1966), exfutbolista de Osasuna y Athletic, y exentrenador de Club Atlético Osasuna, Xerez y Athletic Club.
- Aritz Begino, pelotari profesional.
- Carlota Ciganda, golfista.